# Liste der Biografien/Harb
Liste der Biografien |
Portal Biografien |
Personensuche
# |
A |
B |
C |
D |
E |
F |
G |
H |
I |
J |
K |
L |
M |
N |
O |
P |
Q |
R |
S |
T |
U |
V |
W |
X |
Y |
Z |
?
 
Ha |
Hd |
He |
Hi |
Hj |
Hk |
Hl |
Hm |
Hn |
Ho |
Hr |
Hs |
Ht |
Hu |
Hv |
Hw |
Hy
 
Haa |
Hab |
Hac |
Had |
Hae–Haf |
Hag |
Hah |
Hai |
Haj |
Hak |
Hal |
Ham |
Han |
Hao |
Hap |
Haq |
Har |
Has |
Hat |
Hau |
Hav |
Haw |
Hax |
Hay |
Haz
 
Hara |
Harb |
Harc |
Hard |
Hare |
Harf |
Harg |
Harh |
Hari |
Harj |
Hark |
Harl |
Harm |
Harn |
Haro |
Harp |
Harr |
Hars |
Hart |
Haru |
Harv |
Harw |
Harx |
Hary |
Harz
Die Liste der Biografien führt alle Personen auf, die in der deutschsprachigen Wikipedia einen Artikel haben. Dieses ist eine Teilliste mit 121 Einträgen von Personen, deren Namen mit den Buchstaben „Harb“ beginnt.

## Harb
- Harb, Chucrallah (1923–2019), libanesischer Geistlicher, maronitischer Bischof von Jounieh
- Harb, Kaspar (1800–1861), österreichischer Beamter
- Harb, Raghib (1952–1984), libanesischer Geistlicher, Mitbegründer der islamischen libanesischen Terrororganisation Hisbollah
- Harb, Sascha (* 1989), österreichischer Fußballspieler
- Harb, Talʿat (1867–1941), ägyptischer Unternehmer

### Harba
- Ḫarba-Šipak, babylonischer König
- Harbach, Chad (* 1975), US-amerikanischer Autor und Herausgeber
- Harbach, Josef Rainer von (1804–1870), österreichischer Komponist des Kärntner Heimatliedes
- Harbach, Otto (1873–1963), amerikanischer Librettist und Songtexter
- Harbacher, Karl (1879–1943), österreichisch-deutscher Schauspieler
- Harbage, Alfred (1901–1976), US-amerikanischer Anglist und Shakespeare-Forscher
- Harbai, Negus (Kaiser) von Äthiopien
- Harbaoui, Hamdi (* 1985), tunesischer Fußballspieler
- Harbart, Burchard (1546–1614), deutscher lutherischer Theologe
- Harbarth, Stephan (* 1971), deutscher Jurist und Politiker (CDU), MdB, Präsident des BundesverfassungsgerichtsStephan Harbarth (* 1971)

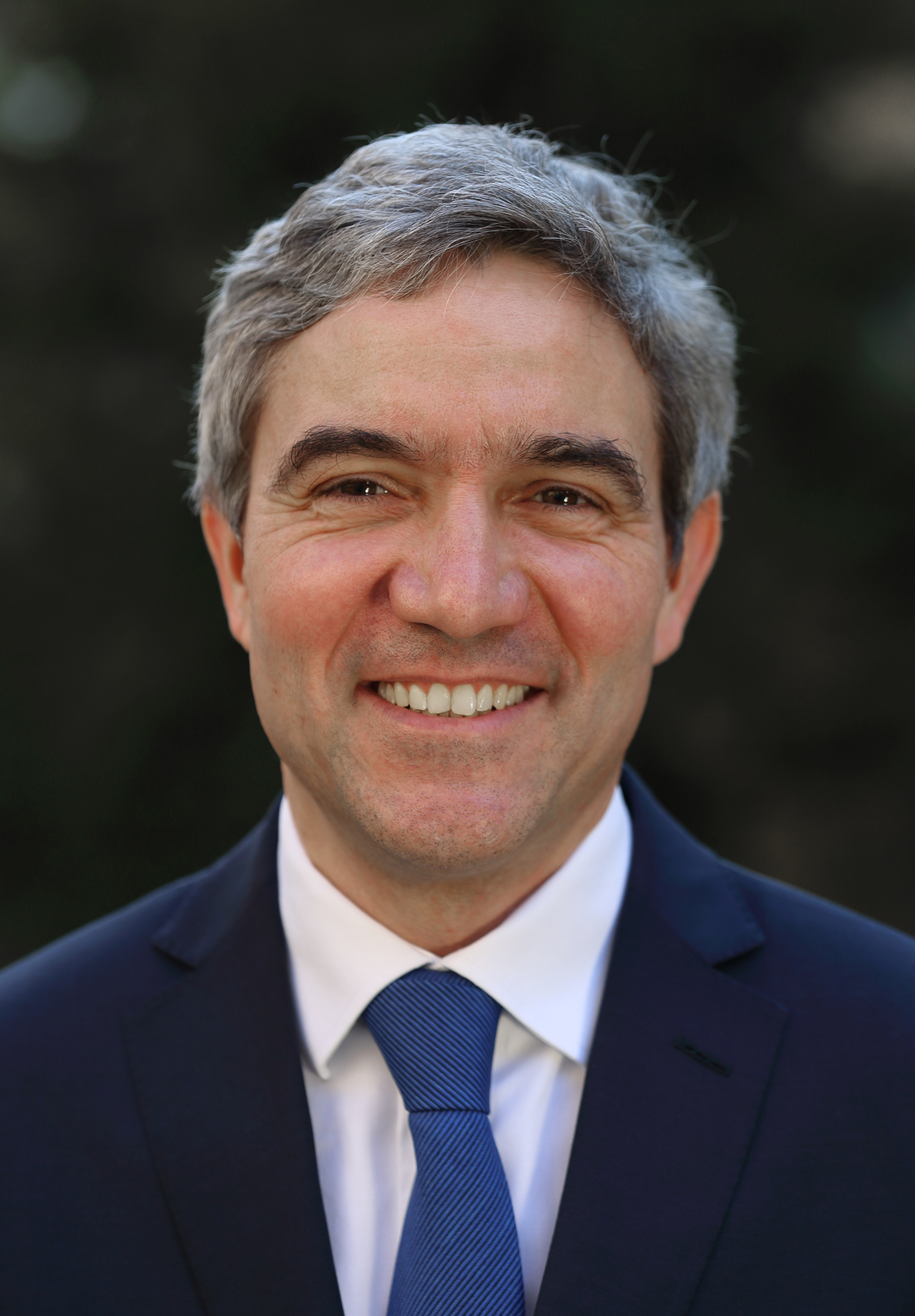
Stephan Harbarth (* 1971)

- Harbaruk, Nick (1943–2011), polnisch-kanadischer Eishockeyspieler
- Harbater, David (* 1952), US-amerikanischer Mathematiker
- Harbatschou, Mikalaj (1948–2019), sowjetischer Kanute
- Harbauer, Hans (1885–1966), deutscher Unternehmer und Kommunalpolitiker (NSDAP)
- Harbauer, Heinz (1943–2019), deutscher Industriekaufmann, Gewerkschafter und Senator (Bayern)
- Harbauer, Hermann (* 1899), deutscher Politiker (NSDAP), MdR
- Harbauer, Hubert (1919–1980), deutscher Pädiater und Hochschullehrer
- Harbauer, Michael (* 1969), deutscher Filmfestival-Direktor
- Harbauer, Peter (* 1938), deutscher Politiker (SPD), MdL
- Harbaugh, Gregory J. (* 1956), US-amerikanischer Astronaut
- Harbaugh, Jim (* 1963), US-amerikanischer American-Football-Spieler und -TrainerJim Harbaugh (* 1963)

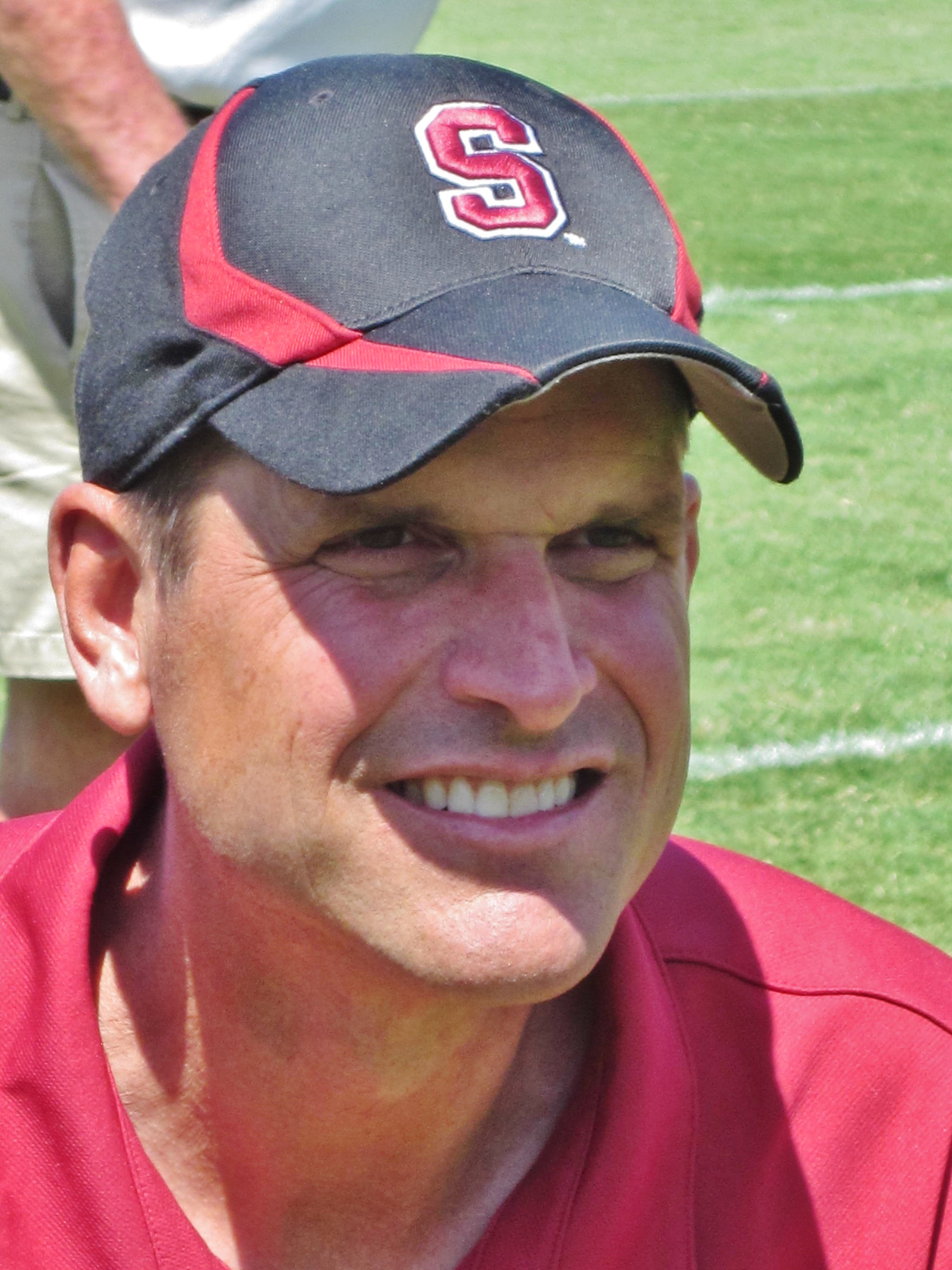
Jim Harbaugh (* 1963)

- Harbaugh, John (* 1962), US-amerikanischer Footballspieler und -trainer
- Harbaum, August (* 1913), deutscher SS-Sturmbannführer und Adjutant von Richard Glücks
- Harbaum, Thomas, deutscher Generalarzt
- Harbaur, Franz Joseph (1776–1824), elsässischer Mediziner, Hochschullehrer und Leibarzt des niederländischen Königs Wilhelm I.

### Harbe
- Harbeck, Gisela (* 1938), deutsche Richterin am Bundessozialgericht
- Harbeck, Hans (1887–1968), deutscher Lyriker und Essayist
- Harbeck, Nadia, deutsche Gynäkologin und Hochschullehrerin
- Harbeck, Wilhelm (1862–1945), deutscher Verwaltungsjurist, Kommunalbeamter in Altona
- Harbeck-Pingel, Bernd (* 1968), deutscher evangelischer Theologe
- Harbecke, Ulrich (* 1943), deutscher Fernsehjournalist und Schriftsteller
- Harbeke, Sabine (* 1965), Schweizer Bühnenautorin und Regisseurin
- Härbel, Nicolaus Friedrich († 1724), Schweizer Architekt des Barock
- Härbel, Rodion Nikolajewitsch (1716–1780), russischer Ingenieur-General
- Harben, Philip (1906–1970), britischer Koch
- Harberg, Svein (* 1958), norwegischer Politiker
- Harberger, Arnold (* 1924), amerikanischer Ökonom
- Harberger, Karl (1896–1969), österreichischer Architekt und Politiker
- Harbers, Adolf (1860–1918), deutscher Versicherungsjurist
- Harbers, Elisabeth (1862–1951), deutsche Landschaftsmalerin
- Harbers, Guido (1897–1977), deutscher Architekt und Autor
- Harbers, Mark (* 1969), niederländischer Politiker
- Harbert, Carl Ludwig Anton Maria (1771–1832), deutscher Beamter, Bürgermeister und Pomologe
- Harbert, Deniz (* 1987), deutsche Fußballspielerin und Futsalspielerin
- Harbert, Egbert (1882–1968), deutscher Geodät
- Harberts, Harbert (1846–1895), deutscher Journalist und Autor

### Harbi
- Harbi, Ibrahim al- (* 1975), saudi-arabischer Fußballspieler
- Harbi, Mahamoud (1921–1960), dschibutischer politischer Führer
- Harbi, Mansoor al- (* 1987), saudi-arabischer Fußballspieler
- Harbi, Mohammed (* 1933), franco-algerischer Historiker und Hochschullehrer
- Harbi, Moteb al- (* 2000), saudi-arabischer Fußballspieler
- Harbich, Adolf (1887–1970), deutscher Opernsänger (Bariton)
- Harbich, Helmut (* 1932), deutscher Jurist und Politiker (CDU), MdL
- Harbich, Milo (1900–1988), deutscher Filmeditor und Filmregisseur
- Harbig, Gerda (1920–1962), deutsche Radsportlergattin
- Harbig, Rudolf (1913–1944), deutscher Leichtathlet
- Harbin, Danielle (* 1995), US-amerikanische Volleyballspielerin
- Harbin, Robert (1908–1978), englischer Zauberkünstler, Erfinder und Autor
- Harbinson, Stuart, Diplomat Hongkongs
- Harbinson, William Allen (* 1941), britischer Sachbuch- und Science-Fiction-Autor
- Harbison, John (* 1938), US-amerikanischer Komponist, Dirigent und Hochschullehrer
- Harbison, Peter (1939–2023), irischer Archäologe und Kunsthistoriker
- Harbisson, Neil (* 1982), britisch-irischer bildender Künstler und KomponistNeil Harbisson (* 1982)

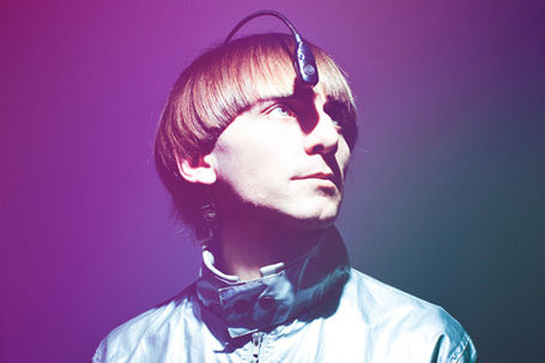
Neil Harbisson (* 1982)

- Harbitz, Georg Prahl (1802–1889), norwegischer Pfarrer und Politiker, Mitglied des Storting, Präsident des Stortings

### Harbo
- Harbo, George (1864–1909), norwegisch-amerikanischer Ruderer, überquerte als erster den Atlantik im Ruderboot
- Harboe, Eili (* 1994), norwegische Schauspielerin
- Harboe, Jens (1646–1709), dänischer Oberkriegssekretär
- Harboe, Ludvig (1709–1783), dänischer Geistlicher, Bischof
- Harboli, Petros Hanna Issa Al- (1946–2010), irakischer Geistlicher, Bischof von Zaku
- Harbolla, Gerhard (* 1935), deutscher Fußballspieler
- Harbonnier, Sébastien (* 1984), französischer Radrennfahrer
- Harbord, Arthur Edward (1883–1961), britischer Marineoffizier und Polarforscher
- Harbord, Charles, 6. Baron Suffield (1855–1924), britischer Peer, Offizier und Politiker der Conservative Party
- Harbord, James (1866–1947), US-amerikanischer Generalleutnant
- Harbord-Hamond, Anthony, 11. Baron Suffield (1922–2011), britischer Politiker (Conservative Party) und Peer
- Harbordt, Carl Wilhelm Ferdinand (1812–1894), deutscher Jurist und Minister des Kurfürstentums Hessen
- Harbort, Christine (1949–2003), deutsche Schauspielerin und Regisseurin
- Harbort, Erich (1879–1929), deutscher Geologe
- Harbort, Erika (* 1954), deutsche Bildhauerin und Malerin
- Harbort, Friedrich Anton (1834–1866), deutscher katholischer Theologe
- Harbort, Jo. (* 1951), deutscher Künstler, Holzbildhauer in Zwickau und auf Hiddensee
- Harbort, Stephan (* 1964), deutscher Kriminalist
- Harbort, Thomas (* 1973), deutscher Schauspieler
- Harborth, Heiko (* 1938), deutscher Mathematiker
- Harbot, Albert Edward (1896–1968), englischer Badmintonspieler
- Harbottle, Kevin (* 1990), chilenischer Fußballspieler
- Harbottle, Riley (* 2000), englischer Fußballspieler
- Harbou, Adolph von (1809–1877), deutscher Politiker
- Harbou, Bodo von (* 1880), deutscher Offizier
- Harbou, Horst von (1879–1953), deutscher Standfotograf
- Harbou, Joachim von (* 1944), deutscher Jurist und Bankvorstand
- Harbou, Knud von (* 1946), deutscher Journalist
- Harbou, Mogens von (1905–1946), deutscher Verwaltungsjurist und Landrat
- Harbou, Thea von (1888–1954), deutsche Schriftstellerin und Drehbuchautorin
- Harbour, David (* 1975), US-amerikanischer SchauspielerDavid Harbour (* 1975)

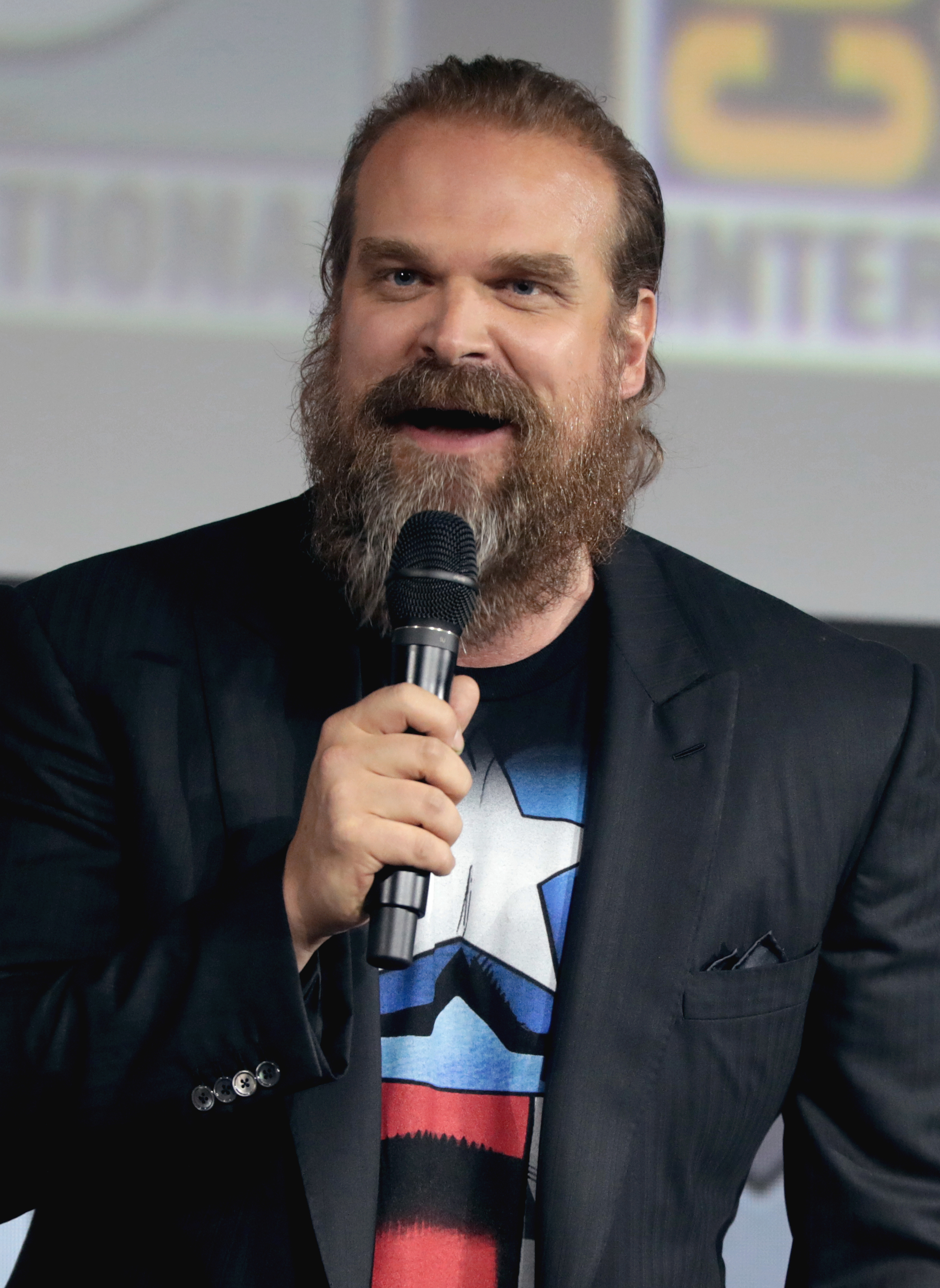
David Harbour (* 1975)

- Harbour, Denis (1917–2009), kanadischer Sänger (Bass)
- Harbour, Malcolm (* 1947), britischer Politiker (Conservative Party), MdEP
- Harbour, Todd (* 1959), US-amerikanischer Mittelstreckenläufer

### Harbr
- Harbrecht, Elmar (* 1969), deutscher Volleyballspieler und -trainer
- Harbrecht, Josef (1884–1966), deutscher Pädagoge und Politiker (Zentrum, BCSV, CDU)

### Harbs
- Harbs, Volker (* 1946), deutscher Handballspieler
- Harbsmeier, Christoph (* 1946), deutscher Sinologe
- Harbsmeier, Götz (1910–1979), deutscher Ordensgeistlicher, evangelischer Theologe und Abt des Klosters Bursfelde

### Harbu
- Harbulot, Christian (* 1952), französischer Historiker und Wirtschaftswissenschaftler
- Harburg, E. Y. (1896–1981), US-amerikanischer Textdichter
- Harburger, Edmund (1846–1906), deutscher Maler
- Harburger, Heinrich (1851–1916), deutscher Richter und Sachbuchautor
- Harburger, Jehuda (1809–1854), deutscher Rabbiner
- Harburger, Theodor (1887–1949), deutsch-israelischer Kunsthistoriker
- Harbus, Hleb (* 1994), belarussischer Handballspieler
- Harbus, Ihor (* 1991), ukrainischer Biathlet
- Harbusow, Julij (1941–2016), sowjetisch-ukrainischer Science-Fiction-Schriftsteller, ÜbersetzerJulij Harbusow (1941–2016)

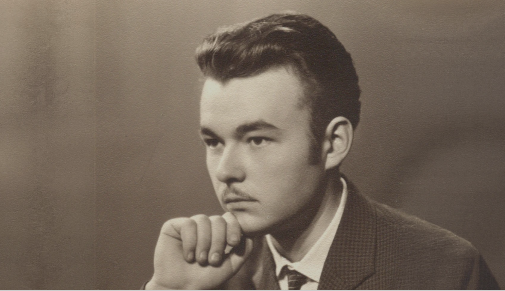
Julij Harbusow (1941–2016)

- Harbut, Kevin (* 1971), britischer Freestyle-Skier
- Harbut, Terren (* 1983), US-amerikanischer Basketballspieler
- Harbuval-Chamaré-Stolz, Johann Anton von (1834–1895), böhmisch-deutscher Rittergutsbesitzer und Parlamentarier der Zentrumspartei
- Harbuzi, Labinot (1986–2018), schwedischer Fußballspieler